# アウグストゥス
アウグストゥス（羅: Augustus, 紀元前63年9月23日 - 紀元14年8月19日）は、共和政ローマの政務官でありユリウス=クラウディウス朝ローマにおける初代元首（皇帝）（在位：紀元前27年 - 紀元14年）。ガイウス・ユリウス・カエサルの姪の息子に当たり、その暗殺後に養子となってマルクス・アントニウスらを倒し内乱を勝ち抜きプトレマイオス朝エジプトを併合して地中海世界を統一し、プリンキパトゥス（元首政）を創始して後にパクス・ロマーナと称される時代の礎を築いた。

## 名称
「アウグストゥス」はラテン語で「尊厳ある者」を意味しており、欧米諸国において「8月」（英語: August）の語源になっている。アウグストゥスの当初の名前はオクタヴィウス (Octavius) であるが彼は成長とともに幾度か名前を変えており、混乱を避けるために後代の歴史家は彼をオクタウィアヌス (Octavianus) と呼んだ。オクタウィアヌスとは「オクタウィウスだった者」という意味であって、これはオクタウィウスがカエサルの死亡後自身をカエサルと自称し始め、元老院はそこからオクタウィアヌスの名前を用い始めたとも言われている。その為オクタウィウス自身がオクタウィアヌスの名を用いたことはない。
以下の記述ではアウグストゥスを名乗るまでの期間の名称をオクタウィアヌスで統一する。

## 生涯

### 幼少期

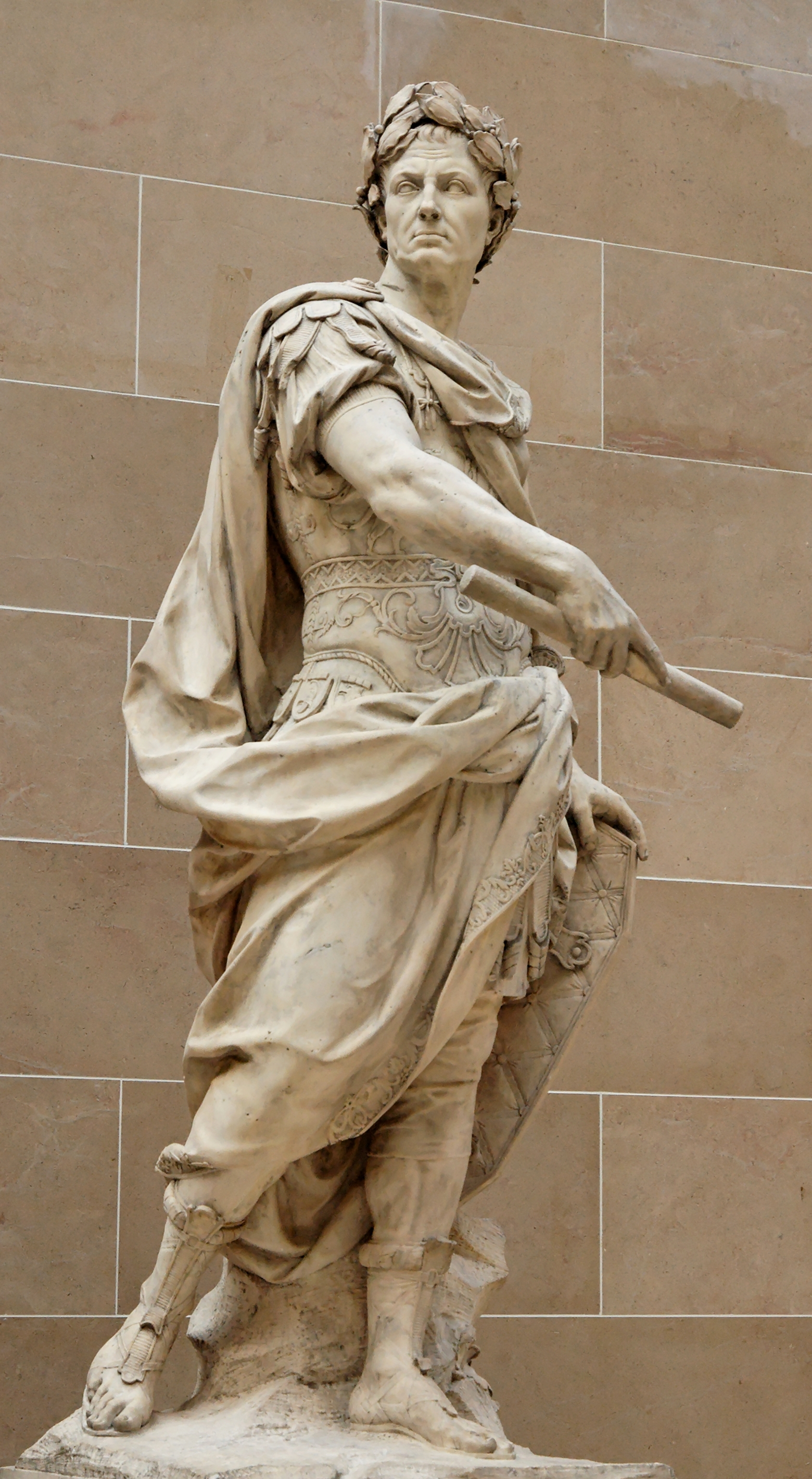
ガイウス・ユリウス・カエサル

騎士階級に属するガイウス・オクタウィウスとアティア（カエサルの姪）との間に生まれる。出生時の名はガイウス・オクタウィウス（Gaius Octavius）で、すぐにトゥリヌス（Thurinus）というあだ名がついた。しかしマルクス・アントニウスは彼を解放奴隷の子孫とし、大人になった彼を幼少期のこの名で呼びつけたという。姉には小オクタウィアがいた。
幼少の頃はウェレトラエ（現ヴェッレトリ）の祖父のもとで過ごす。紀元前58年、父と死別する。その後、母アティアはルキウス・マルキウス・ピリップスと結婚、この時オクタウィアヌスは新夫妻の元へ引き取られて実子とともに可愛がられたという。

### カエサルの親族
オクタウィアヌスが最初に歴史の表舞台に登場したのは11歳の時であり、祖母ユリア(英語版)が亡くなった際にフォロ・ロマーノで追悼演説を行っている。さらに紀元前47年には重要な宗教職である神祇官 (Pontiff) に任命されている。
大叔父であるカエサルが小カトーらポンペイウス派残党を掃討するためにアフリカへ向かうと同行を望んだが、母アティアの反対により断念したとされる。カエサルがタプソスの戦いに勝利してアフリカのポンペイウス派残党を壊滅させた際、小カトーに仕えていたオクタウィアヌスの友人マルクス・ウィプサニウス・アグリッパの兄が捕虜となり、オクタウィアヌスはアフリカから帰還したカエサルにアグリッパの兄の釈放を嘆願して認められ、さらに凱旋式への参列も許された。
紀元前46年にカエサルがヒスパニアのポンペイウス派残党の討伐に向かった際に同行を許され、病で出遅れたものの敵中を突破してカエサルの陣営に辿り着いた事で称賛を得ているが、後に政敵からこの時カエサルの部下だったアウルス・ヒルティウスに38万セステルティウスで身をひさいだと中傷されている。

### 相続人
オクタウィウスはここで敬意と親愛に満ちた対応をしてくれている。彼は自分の取り巻きに「カエサル」と呼ばせているが、ピリップスはそうしていなかったので、私もそう呼ばなかった。彼が良き市民でいられるとは到底思えない。取り巻きには、我々の友人を殺すと脅すような輩が大勢いるんだ。

―キケロ『アッティクス宛書簡』14.12
紀元前44年3月15日にカエサルがマルクス・ユニウス・ブルトゥス、ガイウス・カッシウス・ロンギヌスらに暗殺された時、オクタウィアヌスは予定されていたパルティア遠征に備えてアポロニアで弁論と軍務の修練に励んでいたが、急遽ローマへ帰還する。その途中、ギリシアからほど遠くない南部イタリア、ブルンディシウム近郊のリピアエでカエサルが自身を養子に指名し、自身の名と財産の相続人としていたことを知った。アティアらの親族は相続に反対したが、友人達の性急な武力行使の主張を抑えつつ、ローマの動静を探るためカエサルの政治的右腕だったルキウス・コルネリウス・バルブスらの遺将や元老院の重鎮だったマルクス・トゥッリウス・キケロらと接触を重ねた。
バルブスらの反応に手応えを感じた事で5月7日にローマでカエサルの後継者としてしてその名前を継承する事を宣言し、弱冠18歳でアグリッパやクイントゥス・サルウィディエヌス・ルフス(英語版)らの同志達と共にローマにおける権力闘争へ身を投じる事となった。

### 台頭
その時、彗星は11時頃に現れて大地からでも曇りなく見えた。彗星を見た群衆はカエサルの霊魂が不滅の神々によって迎えられた事を確信し、その名故に折しもローマ市民達がフォルムにおいて聖なる存在とした像の頭部に彗星が置かれたのだった。

―大プリニウス『博物誌』2.94
この時ローマの勢力図はカエサルの部下で執政官として権力を握っていたマルクス・アントニウスと、ブルトゥスら暗殺者達に同調するキケロら共和派によって二分されていた。
ローマに入ったばかりのオクタウィアヌスは脆弱な立場にあり、キケロは「名前以外に何も持たない若者」と評し、カエサルの遺言も権力基盤継承には不十分であり、アントニウスにも遺贈金の引き渡しを拒否された。そのためオクタウィアヌスは唯一の武器である「カエサル」の名を最大限に利用し、7月20日に開催されたカエサルの戦勝とカエサル家の氏神ウェヌス・ゲネトリクスを讃える祭事を取り仕切り存在感を示した。また、この時偶然上空に現れた彗星を見た大衆は、それをカエサルが神となり、オクタウィアヌスがその後継者として認められた証だと解釈した事によって立場がより強化された。

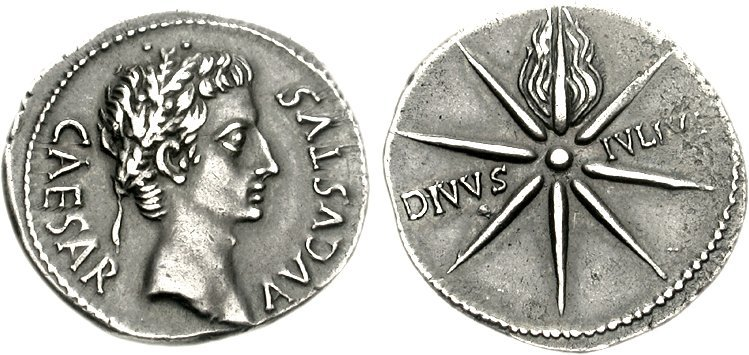
カエサルと彗星が刻まれた硬貨。

さらに、カエサル麾下の古参兵が多数在籍したカンパニア地方に赴き、アグリッパやガイウス・マエケナス(あるいはその父親)ら同志の助けを得て多額の報酬と宣伝によって兵力を募り、紀元前44年11月10日、アントニウスが指揮下にあった軍団を呼び戻すためマケドニアに赴いた際の不在を突いてローマ市内へと進駐した。だが、共和派の支持を得られず、麾下の将兵もローマ市民同士の戦いを望まず厭戦気分が広まったため引き返してきたアントニウスの軍勢に対抗できず撤退を余儀なくされ、マエケナスの出身地であるラウェンナ地方の都市アレッティウムに転進して再起を図った。

### キケロとの協調
しかし、現時点で私は、この決議を支持する。「神祇官でありプロプラエトルであるガイウスの子ガイウス・カエサルは・・・国家の最も差し迫った時に、ローマ人の安全と権威のために働いた。こうしたことから、元老院は、神祇官でありプロプラエトルであるガイウスの子ガイウス・カエサルを議員とし、プラエトル経験者の座席から所見を述べることを認め、いかなる政務官職にあるときでも、前年にクァエストルであった者と同じ法的権限を持つものとする。」

―キケロ|『ピリッピカ』5.46
オクタウィアヌスを退けたアントニウスだったが麾下の2個軍団がオクタウィアヌスに買収されて離反し事で立場が厳しくなり、11月29日にローマを離れ属州総督としての任地であるガリア・キサルピナに向かい勢力挽回を目指した。アントニウスがローマを離れた事を確認したキケロは12月20日の元老院において弾劾演説『ピリッピカ』第三演説でアントニウスを非難すると同時にオクタウィアヌスをローマの守護者と称揚して共和派への取り込みを図り、翌紀元前43年1月7日に元老院はオクタウィアヌスに執政官格の法務官命令権(インペリウム)を与え、その黄金像建立を決定してアントニウスとの対決姿勢を鮮明にした。正規の手続きで属州総督の地位にあったアントニウスへの攻撃は明確な違法行為だったが、これにより私兵部隊の指揮官に過ぎなかったオクタウィアヌスは一応の公的な地位を得る事となった。
4月21日、オクタウィアヌスはアウルス・ヒルティウスとガイウス・ウィビウス・パンサ・カエトロニアヌスの両執政官と共にムティナの戦いでアントニウスに決戦を挑み、ヒルティウス、パンサ両執政官を失いながらもアントニウスに勝利して敗走させた。戦闘後、オクタウィアヌスは元老院が自身から命令権を剥奪し、麾下の兵士達への恩賞を渋る意図を知り不信感を募らせ、自身の親書を持たせた捕虜を密かにアントニウスの元へと送り返して接触を試みた。2人の執政官が戦死した事でその麾下の軍団を手中に収めたオクタウィアヌスの立場は有利になる一方で相対的に共和派の立場は弱体化する結果となり、ヒルティウスとパンサ両名の死はオクタウィアヌスによる暗殺だったとの噂が流れた程であった。一方アントニウスはマルクス・アエミリウス・レピドゥスらカエサルの遺将達を統合して勢力を盛り返しつつあり、オクタウィアヌスはこのような情勢下でかつて「父」とまで呼んだキケロを切り捨ててアントニウスとの同盟へ邁進していく事となる。

### 第2回三頭政治
ローマの一角を守っていたコルトゥヌスは自ら命を絶ち、その他の者達は皆オクタウィアヌスに協力を申し出た。ローマが制圧された事を知ったキケロは友人の取り成しでオクタウィアヌスへの面会を許され、かつて自身が元老院で行ったように、オクタウィアヌスを執政官に推挙する提案を延々と語った。だが、オクタウィアヌスは友人達の中で私を一番最後に出迎えたのが貴方だったとはな、と嘲笑うだけだった。

ーアッピアノス『内乱史』3.92
オクタウィアヌスは7月に武装した兵士を含む使節をローマに派遣して執政官の地位を元老院に要求したが断られ、8月18日ローマへと進軍して事実上のクーデターを敢行し、公職経験や軍事的実績の乏しい立場でローマを武力制圧するというルキウス・コルネリウス・スッラやカエサルを凌ぐ暴挙に出た。翌19日に民会で執政官に選出され、同僚執政官で係累のクィントゥス・ペディウスが提出したペディウス法によって暗殺者達の公的地位を剥奪し、アントニウスを復権させる事が元老院で決定された。
紀元前43年10月、ボノニアにおいてオクタウィアヌス、アントニウス、レピドゥスによる会談で第二回三頭政治が成立し、5年任期で独裁官(ディクタトール)と同等の権限を持つ国家再建三人委員会の創設が決定され、オクタウィアヌスとアントニウスの義理の娘クラウディアの婚礼も取り決められた。国家再建三人委員会は共和派の根絶と戦費調達のためプロスクリプティオを告示して大規模な粛清に乗り出し、キケロやオクタウィアヌスの後見人だったガイウス・トラニウスら多くの元老院議員や騎士が犠牲となった。オクタウィアヌスはキケロの処断には反対したとされる一方で粛清全体への取り組みは同僚二人以上に積極的だったともされ、また、ローマ制圧前後の動きとしてカッシウス・ディオやアッピアノスが不穏分子への寛大な措置を、スエトニウスが自ら拷問した逸話をそれぞれ記している。
粛清と並行してカエサルの後継者としての地位強化も図り、クリア民会でカエサルとの養子縁組を正式なものとする儀式を執り行い、紀元前42年1月1日には元老院がカエサルの神格化を決定して神君ユリウス (Divus Julius) となった事で「神君の子」としての立場を鮮明にした。

### フィリッピの戦いと戦後処理
また、別の捕虜が親子で引き立てられ命乞いをした際に「籤かモラをするがいい、それでどちらを助けるか決めよう」と言い渡し、父親が死を選び、息子がその後を追って両者が死ぬのを見届けたと言い伝えられている。
そして、カトーの崇拝者として名高いマルクス・ファヴォニウス(英語版)を含む大勢の捕虜が鎖に繋がれ連行されると、彼らはアントニウスに「インペラトル」と敬礼したが、オクタウィアヌスに対しては思いつく限りの罵声を浴びせた。
―スエトニウス『ローマ皇帝伝』神君アウグストゥス13
キケロら共和派を粛清した三人委員会はカエサルの復讐を切望するオクタウィアヌス主導の下、東方で軍備を整えていたブルトゥスとカッシウス討伐に向けて動き出し、オクタウィアヌスとアントニウスはフィリッピの地で決戦に臨み勝利した。体調不良で十分な指揮を執れなかったオクタウィアヌスは軍功著しいアントニウスに名声で差を付けられたが、それでもカエサルの復讐を果たした事で立場を強化することが出来た。また、ブルトゥスの首をローマに送り、カエサルの像の前に供えたともされる。
フィリッピでの勝利後、国家再建三人委員会はローマの支配地域を三分割し、アントニウスが豊かな東方へと赴任したに対し、オクタウィアヌスはポンペイウスの遺児でシチリア島を拠点に国家再建三人委員会に抵抗するセクストゥス・ポンペイウスの支配地域を割り当てられた上にフィリッピで活躍した兵士ら5万以上に支給するイタリアの土地の割り当てという困難な作業を受け持つ不利な立場にあった。割り当て地捻出のために18の都市から土地が没収された事でたちまち反発が広がり、国家再建三人委員会に対する不満やそれ以前のスッラとマリウス・キンナ派の内戦にまで遡る対立も合わさり混乱は拡大し、イタリア各地の都市で市街戦が発生した。それに乗じてアントニウスの妻フルウィアと弟で執政官のルキウス・アントニウスが反オクタウィアヌスの活動を始め、オクタウィアヌもクラウディアとの婚約を解消してアントニウス派との対立は激化していった。

### ペルージャ戦争とブルンディシウム協定
「グラピュラを誑かすアントニウスのために
フルウィアは私を誑かし、咎めようとしてるのだ。
フルウィアと交われと？
さて、マニウスが私を誘惑したら何とする？受け入れるか？いや、理性がある限りそうはしないだろう。
「寝台と戦場どちらか選ぶがよい」それが彼女の言だ。何と無知な。
私の男の象徴は全てに優る価値がある事が理解出来ぬのか？さあ、武器を取れ！」

ーマルティアリスのエピグラム11.20
ルキウスは挙兵してアントニウス派諸将の結集を目指したが、  アグリッパとサルウィディエヌスの活躍によって阻止されたためフルウィアと共に要塞都市ペルージャに籠城し、激しい攻囲戦の末紀元前40年3月頃に陥落してルキウスとフルウィアはイタリアから追放された。オクタウィアヌスによる処置は苛烈を極め、ペルージャの都市参事官員ほぼ全員と300もの元老院議員や騎士が処刑され、一説にはカエサルを奉じた祭壇の前で生贄としての処刑が行わされたとも伝わる。
ペルージャ戦争を乗り切ったもののイタリアにおけるオクタウィアヌスへの不満は燻り続け、さらに強力な海軍を有するセクストゥスと依然強大なアントニウス両者への対峙を余儀なくされ、アントニウス麾下の将兵の厭戦気分に助けられながら窮状を打破するためセクストゥスに和睦を求めた。マエケナスの尽力によって紀元前40年10月にブルンディシウムでアントニウスを交えた三者による和睦が結ばれ、オクタウィアヌはセクストゥスの親族スクリボニア(英語版)を妻として翌年娘のユリアを授かり、また、アントニウスは病没したフルウィアに代わり、オクタウィアヌスの姉小オクタウィアを妻とする事を承諾する一方でサルウィディエヌスの自身への内応を告げ、オクタウィアヌスはサルウィディエヌスを処刑(あるいは自害)して窮地を脱し、一時的な小康状態に持ち込む事に成功した。しかし和睦は長続きせず、セクストゥスが海上封鎖を実施した事によりローマ深刻な食糧不足に見舞われた。

### リウィアとの婚礼とセクストゥス打倒
オクタウィアヌスは友と僅かな供回りを連れ、民衆の不満を抑えて道理を説くためフォルムに現れた。その姿を見るや群衆は直ちに石を投げつけ、オクタウィアヌスがそれに耐えて根気強く説得を続け、石に打たれ流血しても民衆はお構いなしに投石を続けた。(中略)アントニウスはどうにかフォルムに入り、危機に陥っていたオクタウィアヌスを連れ出して自宅まで送り届けた。暴徒は追い立てられ、その無惨な死体が次々とティベレ川に投棄されていった。

ーアッピアノス『内乱史』4.68
食糧不足とオクタウィアヌス自身の放蕩の噂で民衆の不満が高まり、紀元前39年にミセヌムでの交渉で再びアントニウスを交えてカエサル暗殺犯を除くプロスクリプティオ対象者らの帰還等セクストゥスの要求を容れた和睦が結ばれた。その後帰還者のティベリウス・クラウディウス・ネロの妻リウィア・ドルシッラを見初めたオクタウィアヌスはスクリボニアと離縁し、ネロを説得して紀元前3８年1月17日にリウィアを妻に迎え、ネロの死後には息子のティベリウスとドルススも引き取っている。

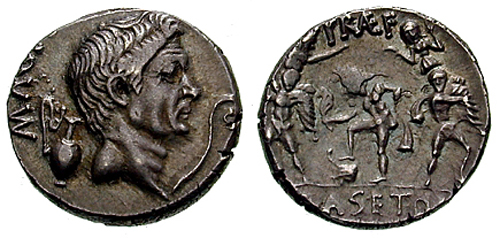
セクストゥス・ポンペイウスが描かれたコイン

ミセヌム協定成立後も対立は収まらず、セクストゥス討伐を決意したオクタウィアヌスだったが大敗を喫してアントニウスを頼らざるを得なくなり、紀元前37年にマエケナスとオクタウィアの仲裁でパルティア遠征を控えたアントニウスに2万の地上軍を送る事を条件に軍船120隻を受領する協定が成立し、国家再建三人委員会の任期を5年延長する事も決まった。これら軍船と漕ぎ手として解放された奴隷2万人がアグリッパの下で新たな艦隊として編成され、紀元前36年7月1日にレピドゥスと共にシチリアへの遠征が行われ、オクタウィアヌスの艦隊が敗走しながらも、アグリッパが9月3日にナウロクス沖の海戦で決定的な勝利を挙げた。敗れたセクストゥスは東方に逃れ、アントニウス派のマルクス・ティティウスに捕らえられて処刑され、オクタウィアヌスの命令で元奴隷の捕虜6000名が磔刑に処された。

### 三頭政治の崩壊
レピドゥスが勝利に乗じてシチリアの独占を目論むと、オクタウィアヌスはその麾下の将兵を買収と宣伝で離反させる事で失脚に追い込み、最高神祇官の地位を保証した上で助命する事で自身の寛容さを誇示した。
アントニウスは念願のパルティア遠征を実行に移す。しかし結果は惨敗に終わり、エジプトに戻った司令官としての彼のイメージは大きく損なわれた。また前述のように、オクタウィアヌスの支援は2,000人に過ぎなかった。クレオパトラはアントニウスの軍隊を再建できるほどの財力を持っており、これを好機として、クレオパトラと親密であったアントニウスは妻オクタウィアを一方的に離縁する。しかし、この一件はオクタウィアヌスにアントニウス攻撃の格好の口実を与えた。
オクタウィアヌスはアントニウスを弾劾した。アントニウスはエジプト人と公式に結婚し、ローマ人の妻である姉を見捨て、ローマ人以下になったと演説した。アントニウスがローマ人としての振る舞いを正さない限り、このローマの内乱は終わらないと非難した。しかし、アントニウスはこれを拒絶、それどころかローマ人の神経を逆なでするようなことを繰り返す。
紀元前34年、アントニウス配下のローマ軍がアルメニア王国を攻撃、国王アルタウァスデス2世を捕虜とした。アントニウスはアルメニア遠征の成功によりアレクサンドリアで凱旋式を行ったが、彼はクレオパトラとの実子アレクサンデル・ヘリオスを王に据えたほか、妻となったクレオパトラにエジプト女王の称号を授けるなどした。オクタウィアヌスはこれを政治的に利用して、アントニウスはローマ人をないがしろにすると民衆および元老院を扇動、アントニウスをローマ社会から孤立させることに成功する。
紀元前33年1月1日、この年の執政官となったオクタウィアヌスは、元老院にてアントニウスとクレオパトラへの宣戦布告の決議案を提出する。しかし一部の元老院議員は、彼が行ってきたアントニウス非難を政治的なプロパガンダとしか見ておらず、アントニウスの告発の根拠を求める。これに応じたオクタウィアヌスは、ウェスタの巫女からアントニウスの遺書を奪い、その封印を開いた。
アントニウスの遺書には、ローマの征服した地域はアントニウスの子に受け継がれるべきこと、アントニウスの墓はアレクサンドリアに立てられ、クレオパトラと共に葬られるべきことが書かれていた。これを受けて元老院もアントニウスを見限り、紀元前32年末にプトレマイオス朝に宣戦布告した。

#### アクティウムの海戦

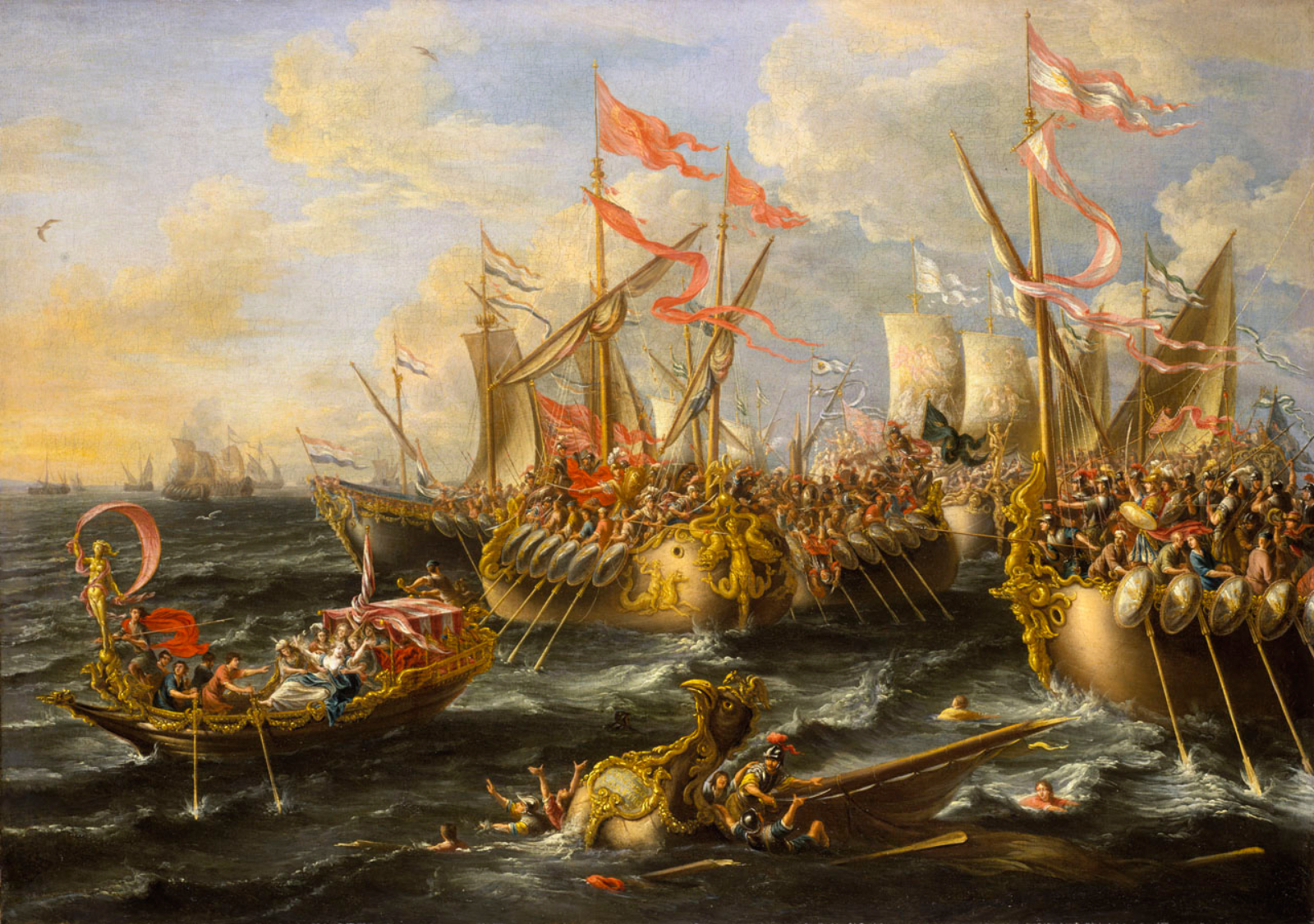
アクティウムの海戦

オクタウィアヌス軍はアグリッパの指揮の下、アドリア海の制海権を確立し、クレオパトラの兵站補給路を寸断した。その後、ギリシアのコルフ島の対岸に上陸し、そこから南方へ軍艦で進軍する。補給路が断たれ孤立したアントニウスの軍ではオクタウィアヌスのもとに帰参する者も出たが、戦争の実績と軍事力ではアントニウス軍が圧倒的に有利な立場にあった。こうしてオクタウィアヌスとアントニウスとの対決の布石は整い、以前ギリシア西海岸に遊学していたこともありオクタウィアヌスが立地条件に詳しかったアクティウム沖、現在のニコポリスにアントニウスとクレオパトラが誘い出されて、狭い海峡で両軍が激突することになった。この戦いに、当時世界最大の海軍を保有していたアントニウスとクレオパトラの軍は約230隻の大型の軍艦を投入した。対してオクタウィアヌス軍の実質的な指揮官であるアグリッパは、大きさは劣るものの機動力で勝る軍艦約400隻を投入した。アグリッパはローマ人には珍しく海戦を得意とした将軍であり、ナウロクス沖の海戦でセクストゥス・ポンペイウス軍に圧勝した実績もあった。
紀元前31年9月2日、オクタウィアヌスとアグリッパ率いる海軍は苦戦を強いられていたものの、機動力と地の利により、戦況は徐々にアグリッパ艦隊有利に傾いた。すると、戦場から突然クレオパトラがエジプトに逃げ去り、アントニウスもその後を追ったため、指揮官を失ったアントニウス軍は総崩れとなった。結果、オクタウィアヌスとアグリッパ率いる海軍はアクティウムの海戦で勝利した。アントニウスとクレオパトラはアレクサンドリアへ逃れるも、その後を追撃されアントニウスは自害、直後にクレオパトラも自害したため、ここにプトレマイオス朝は滅亡した。その際、オクタウィアヌスは多数の財宝を得ており、これを兵士の退職金に充てたと思われる。カエサルの実子を名乗るカエサリオンは殺されたが、その他のアントニウスの遺児たちはオクタウィアの下で養育された（カリグラ、クラウディウス、ネロらはその血筋である）。こうして、1世紀に及ぶ内戦の時代は終結した。
紀元前29年、ローマに凱旋したオクタウィアヌスは元老院のプリンケプスとなった。プリンケプスとは、元老院内での第一人者を表す称号であり、かつてはクィントゥス・ファビウス・マクシムスやスキピオ・アフリカヌスがそうであった。帝政下では全てのローマ市民の中で第一の地位を占める「元首＝皇帝」を指すようになった。

### 帝政の始まり

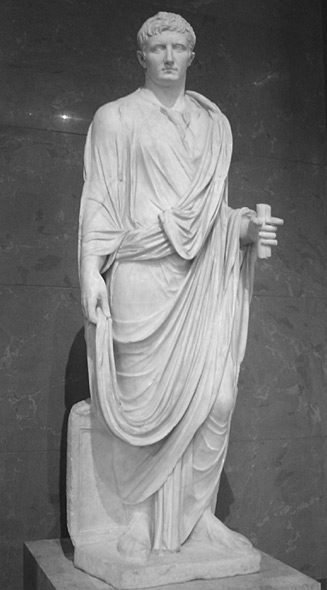
執政官のアウグストゥス

#### 共和制への回帰
紀元前27年1月13日、オクタウィアヌスは元老院で突如、全特権を返上し共和制への復帰を宣言する演説を行った。元老院は驚喜したが、実際にはこのとき放棄した特権とは、三頭政治権などの内戦時の非常大権であった。これらはすでに有名無実化しているものばかりであり、首都ローマおよびイタリア、つまり本国を直接支配する執政官職は放棄しなかった。しかしそれに気付く者もなく驚喜する元老院はまた、平和が回復するまで属州の防衛も依頼する。これに対しオクタウィアヌスは、比較的安全な地域と軍団駐屯の必要のある国境地域とに分け、前者を元老院が総督を選出できる元老院属州、後者を軍団総司令官であるオクタウィアヌス自身が総督兼軍団指揮官の任命権を持つ皇帝属州とする逆提案で返す。厄介な地域はオクタウィアヌスが引き受けてくれる分、公職キャリアの終着点とも言える属州総督を大過なくこなせるということで、元老院はさらに驚喜した。そしてその骨が折れる軍団指揮と属州統治を行うためにプロコンスル命令権（インペリウム・プロコンスラレ）を元老院から取り付けて、正式な法的根拠とした。この結果、ローマ全軍の一元管理が可能となり、オクタウィアヌスは名実共に「インペラトル」となった。

#### 「ローマ皇帝」の誕生
共和制復帰宣言から3日後の1月16日、かつてユリウス・カエサルの副官であったルキウス・ムナティウス・プランクスが、オクタウィアヌスにアウグストゥス（尊厳者）の称号を贈ることを提案し、元老院は満場一致で国の全権を掌握するよう懇請した。オクタウィアヌスは数度にわたり辞退した上でこれを承諾し、この日以降正式にインペラトル・カエサル・アウグストゥス (Imperator Caesar Augustus) と名乗るようになった。慎重なアウグストゥスことオクタウィアヌスは、すでに政敵がいないにもかかわらず、一度権力を返還し、元老院によって再び譲渡されるという形式をとったのである。これにより共和制は、元老院議員たちには気付かれないうちに（オクタウィアヌスが巧妙に偽装しつつ）終焉し、ローマは帝政へと移行した。初代ローマ皇帝アウグストゥスの誕生である。なお、アウグストゥスに始まる帝政ローマの前期の政治体制は、後のディオクレティアヌスに始まる「ドミナートゥス (専制君主制)」と区別して「プリンキパトゥス (元首政)」と呼ばれている。
アウグストゥスの創始した帝政（元首政）は、カエサルのような非常大権の獲得といったイレギュラーなものではなく、あくまでも従来から存在するレギュラーな公職、つまり執政官職とプロコンスル職を兼任するといったものであった。すなわち、臨時職として位置づけられすでに廃止されていた独裁官の官職を復活させるような直接的なことはせず、また共和制の枠を超える新たな地位を創設することも行わなかったのである。アウグストゥス自身、「私は権威において万人に勝ろうと、権力の点では同僚であった政務官よりすぐれた何かを持つことはない」（『神君アウグストゥスの業績録』34）と述べている。しかし、この執政官職やプロコンスル職の兼任こそがローマ帝国全土を支配する政治的・軍事的根拠となり、あわせて「アウグストゥス」の尊称授与といった権威が備わったため、この紀元前27年の取り決めこそアウグストゥスにとってローマ皇帝権力が確立する「第一段階」となったのである。このようなことから、紀元前27年にアウグストゥスが初代ローマ皇帝に就任したと後世いわれるようになった。
紀元前27年秋から紀元前24年にかけて西方の再編に着手、紀元前23年にローマに帰還した。同年、連続して就任していた執政官を辞任する代わりに、1年限りの護民官職権を付与され、以後は例年更新されることになった。アウグストゥスはこの護民官職権のうち身体不可侵権については既に保持していたが、法案に対する拒否権等、残余の権限がこのとき与えられたのである。さらに、プロコンスル命令権が上級プロコンスル命令権（インペリウム・プロコンスラレ・マイウス）に強化されたため、元老院属州でも権限施行が可能となり、この結果、皇帝権力はより強固なものとなった。これが皇帝権力確立の「第二段階」である。
表面上はともかく実質的には、アウグストゥスは終始唯一のローマの統治者であり続けた。そして彼の後継者達もアウグストゥスの称号を名乗り続ける事により、帝政は既成事実化していく。アウグストゥスは、インペラトルやカエサルなどとともにローマ皇帝を示す称号の一つになっていった。
紀元前22年からは東方の再編に着手した。紀元前19年に帰還し執政官命令権（インペリウム・コンスラレ）を得た。紀元前18年には、ユリウス姦通罪・婚外交渉罪法、ユリウス正式婚姻法を制定し秩序の安定化と道徳の確立を試みた。なお、紀元前12年にアグリッパ、紀元前8年にマエケナスと相次いで長らくの腹心が死去した。紀元前7年、それまでポメリウムの内外程度しか区分がなかった首都ローマを、14の行政区に分割して各区の行政上の責任を明確にした。

#### 晩年と後継者問題
紀元前2年、元老院より国家の父 (pater patriae) の称号が贈られた。
アウグストゥスは権威を確立し、権力が磐石になると後継者問題に取り組んだ。その際、アウグストゥスは自分の血筋にこだわっていたとされ、妻リウィアの前夫との子という血のつながりはないが近い位置にあり、能力的には卓越していたティベリウスが「最後の保険」的な扱いをされ続けた末に、「正統な後継者」ゲルマニクスの中継ぎとして後を継ぐことになる。当初、姉オクタウィアの子マルケッルスに目をつけ、前妻との間にもうけた一人娘のユリアを嫁がせた。しかし、紀元前23年にマルケッルスが死亡すると、ユリアを腹心アグリッパと再婚させた。この結婚は多くの孫をアウグストゥスにもたらした。そのうちガイウス・カエサル、ルキウス・カエサルの2人を養子とし後継者候補とした。しかし、この2人も夭折した。紀元4年、ガイウス・カエサルが没したため、同年6月27日に、ユリアとアグリッパの末子アグリッパ・ポストゥムスと、ティベリウスを養子とした。同時にティベリウスに甥ゲルマニクス（アウグストゥスと血が繋がる）を養子とさせ、ティベリウスの次まで定めさせた。後に、アグリッパ・ポストゥムスは粗野で放蕩な性格から追放され、軍事・政治ともに実績があるティベリウスが明確に後継者とされた。それでもアウグストゥスは崩御の直前にアグリッパ・ポストゥムスを極秘訪問したという。
胃腸を患ったアウグストゥスは、紀元14年8月19日、ポンペイ近郊のノーラの町で75歳で崩御した。最期の日、友人に「私がこの人生の喜劇で自分の役を最後までうまく演じたとは思わないか」と尋ね、「この芝居がお気に召したのなら、どうか拍手喝采を」との喜劇の口上を付け加えたといわれている。遺灰はローマ市内のアウグストゥス廟に葬られ、神格化された後にカレンダーに Augustus (= August) 、つまり8月と記された。そして暗殺されたユリウス・カエサルつまり Julius (= July) には7月が神格化されカレンダーに記されたことは有名な話である。カレンダーに記されている1月から8月までの名前は全て、神として古代に崇められた人物の名である。

## 人物像
- スエトニウスの「皇帝伝」によれば、アウグストゥスの背丈は約170 cmほどで均整の取れた体格の、稀に見る美男子であったという。
- 元来皇帝としては短気で残酷な側面をもっていたが、3度目の妻リウィアの影響を受け、寛大で温和な性格へと変わっていったといわれている。事実、リウィアの懇願を受けてアウグストゥスは幾度か死刑を追放に免じている。また、老境に達した頃、孫たちがかつて自分が粛清したキケロの本を読んでいるのを見つけた際、叱られるのを心配した孫たちに対し「彼は教養があった。教養があって、真に国を想う人だった。」と言った。
- アウグストゥスの権力を理解する上で何よりも重要なのは『神君アウグストゥスの業績録』で、第34章3節の「権威において万人に優越していても、権力においては同僚たちを凌駕しない」という趣旨の一文は元首制の本質を端的に述べたものである。
- ローマ史研究家のF・E・アドコックによれば「アウグストゥスはアレクサンドロス大王やカエサルのような、圧倒的な知力の持ち主ではなかった。しかしあの時期の世界は、彼のような人物こそを必要としていた」とする。カエサルのように軍団兵を前に演説を行い鼓舞し、戦場に立ち兵に剣や盾の使い方を実際に示してみせ、軍団に指令を与え戦場を差配するという才能を示すようなことはアウグストゥスにはなかった。戦闘の実際の指揮は親友にして腹心のアグリッパがとっていた。数々の勝利は彼によるところが大きいが、15年間にも及ぶ厳しいアルプス遠征はアウグストゥス自身による歴史的功績であり、今でも南仏にはアウグストゥスの業績を称えた古代のトロフィが残っている。（→Trophée des Alpes）

## 称号
- インペラートル・カエサル・ディーウィー・フィーリウス（紀元前40年 - 前27年）
- プリンケプス（紀元前29年 - 後14年） - 「市民の第一人者」の意。
- アウグストゥス（紀元前27年 - 後14年） - 以後「ローマ皇帝」に相当する称号として用いられる。
- パテル・パトリアエ（紀元2年 - 14年） - 「国家の父」の意。

彼の死後の最終的な称号は次の通りである。
- 最高司令官、カエサル、神の子、尊厳なる者、最高神祇官、護民官職権行使37年、インペラトル歓呼21回、執政官当選13回、国家の父
Imperator Caesar Divi Filius Augustus Pontifex maximus Tribuniciae potestatis XXXVII Imperator XXI Consul XIII Pater Patriae

インペラートル・カエサル・ディーウィー・フィーリウス・アウグストゥス・ポンティフェクス・マクシムス・トゥリブニキアエ・ポテスタティス37・インペラートル21・コンスル13・パテル・パトリアエ

## アウグストゥス（オクタウィアヌス）が登場する作品

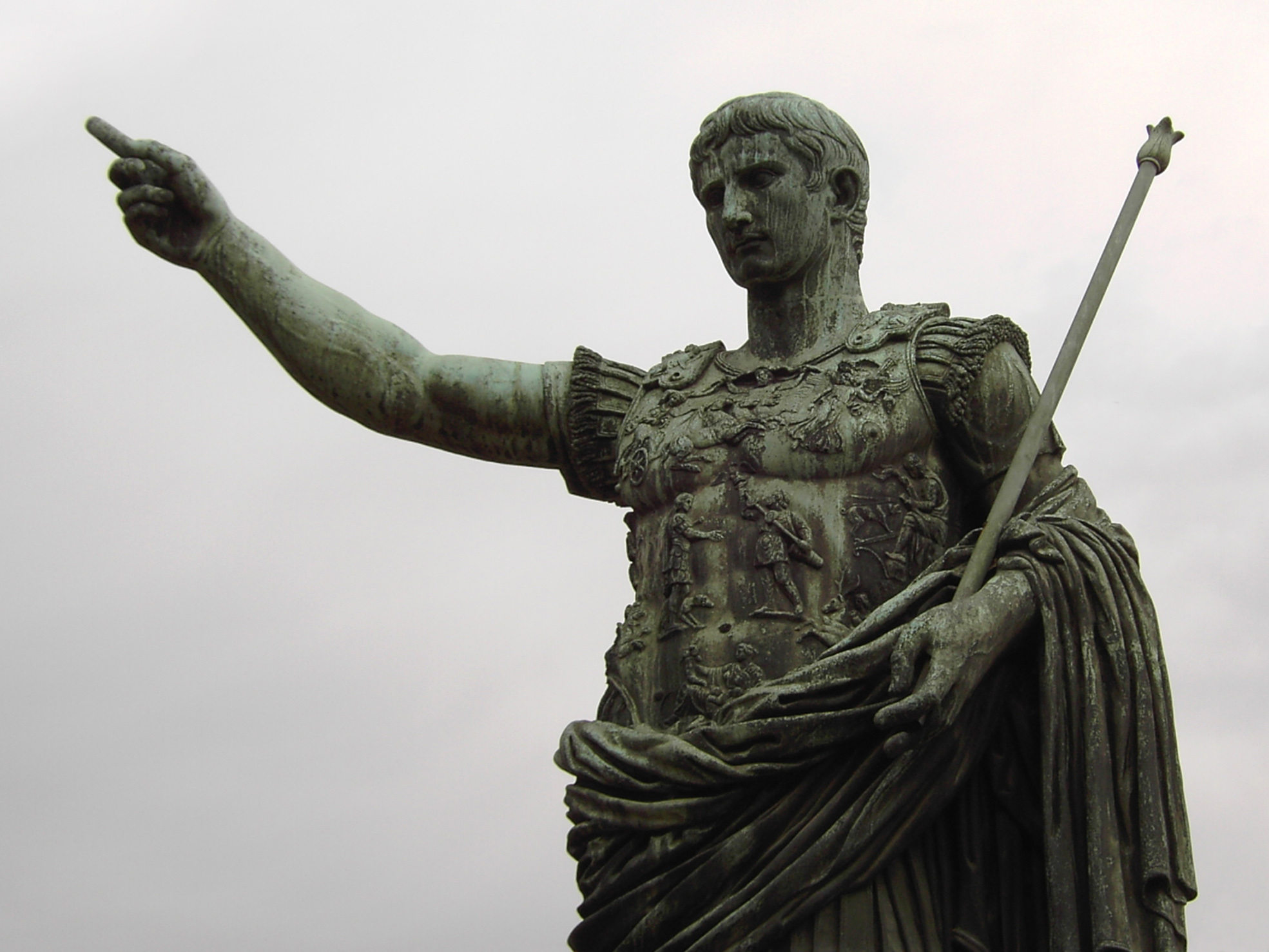
アウグストゥス（ローマ市内の銅像）

### 戯曲
- シェイクスピア『アントニーとクレオパトラ』
- シェイクスピア『ジュリアス・シーザー』

### 小説
- ジョン・ウィリアムズ『アウグストゥス』（布施由紀子訳、作品社、2020年）

### 映画
- レジェンド・オブ・エジプト（2000年、アメリカ）
- ナイト ミュージアム（2006年、アメリカ）

### ドラマ
- ローマン・エンパイア（2003年、イタリア、TV映画） - アウグストゥスが主役の作品
- ROME［ローマ］（2005年 - 2007年、米HBO、英BBC制作） - 日本ではWOWOWで2007年7月より放送

### 漫画
- 里中満智子『クレオパトラ』 - 1975年、『少女フレンド』誌上で発表。
- さかもと未明 『マンガ ローマ帝国の歴史2 アウグストゥス、揺るぎなき帝国の礎』　講談社　2007年
- 柳原満月 『クレオパトラな日々』　竹書房　全4巻　2018-2021年
- 『まんが世界の歴史』 中央公論社、監修手塚治虫 - 小中高生向けの世界史の漫画。宇宙人の兄弟が地球の歴史を観察する形式でストーリーが進められる。全15巻のうち、第3巻のローマの興亡で唯一、実在人物であるアウグストゥスを主役格にしている（他の巻は、民衆の視点から見るため、架空の人物を主役格にすることが多い）。

### 舞台
- 宝塚歌劇団・1986年花組『真紅なる海に祈りを』（演：朝香じゅん）
- 宝塚歌劇団・2006年月組『暁のローマ』（演：北翔海莉）
- 宝塚歌劇団・2021年花組『アウグストゥス－尊厳ある者－』（演：柚香光）
- 『カエサル －「ローマ人の物語」より－』（演：小西遼生）

## 原典
- スエトニウス『ローマ皇帝伝（上）』 国原吉之助訳、岩波文庫、1986年 - 第2巻 アウグストゥス